# The Ipcress File
The Ipcress File es una película británica de 1965, dirigida por Sidney J. Furie. Protagonizada por Michael Caine, Guy Doleman, Nigel Green, Gordon Jackson y Sue Lloyd en los papeles principales. Basada en la novela The IPCRESS File (1962) de Len Deighton.
Tuvo dos secuelas en la década de 1960: Funeral in Berlin (1966) y Billion Dollar Brain (1967). En la década de 1990, el personaje principal, Harry Palmer, aparece en Bullet to Beijing (1995) y Midnight in Saint Petersburg (1996), de Harry Alan Towers.

## Argumento
Londres, a comienzos de la década de 1960, en plena Guerra Fría. Harry Palmer (Michael Caine) es un exsargento del Ejército británico, que perdió su grado cuando fue sorprendido en negocios turbios durante su servicio en Berlín. Condenado a prisión, pudo evitar la condena cuando el coronel Ross (Guy Doleman), de Inteligencia militar, intercedió por él y lo reclutó como agente. Harry consideró este cambio como un chantaje, pero aceptó y sirve en aburridas y largas jornadas de vigilancia. 
Un científico británico de apellido Radcliffe (Aubrey Richards) es secuestrado y su guardaespaldas es asesinado. Harry es trasferido para reemplazar al agente asesinado. Se presenta en un solitario edificio donde funciona la Agencia de empleos Dalby, que en realidad es una pantalla del servicio de Inteligencia británico, a cargo del mayor Dalby (Nigel Green). El mayor le advierte que conoce su pasado y que cualquier acto de indisciplina lo conducirá directamente de regreso a la cárcel. 
En las espartanas oficinas, Harry recibe un modesto escritorio y una silla para trabajar, y conoce a sus colegas, la atractiva Jean Courtney (Sue Lloyd) y a Jock Carswell (Gordon Jackson). Allí, se entera de que el mayor Dolby sospecha que el secuestrador del científico Radcliffe puede ser un delincuente de origen albanés conocido como Bluejay (Frank Gatliff), que trabaja para los servicios de Inteligencia soviéticos. Harry se entera también que ya más de una docena de científicos británicos han sido secuestrados y regresados con sus cerebros dañados, después de haber sido sometidos a un lavado de cerebro que los deja inservibles como científicos. 
Harry es asignado al caso junto con Jean Courtney. Usando sus propios métodos, Harry entra rápidamente en contacto con Bluejay y logra negociar la devolución del científico por una cantidad de dinero. Simultáneamente organiza una redada policial a un local, que sospecha puede ser el lugar donde el científico esté apresado. La redada se realiza, pero el local resulta estar vacío y abandonado, y solo encuentran un olvidado trozo de cinta magnética, con la inscripción Ipcress. De regreso en sus oficinas, proceden a escuchar la cinta, que solo contiene una serie de efectos sonoros. Esa noche se realiza el intercambio del científico en un oscuro garaje, pero la presencia de un desconocido hace que Harry sospeche una celada y comience a disparar, matando al desconocido. El científico es rescatado, pero se descubre que ya ha sido sometido al lavado de cerebro. Toda la operación de Harry había resultado un fracaso. Para animarse, invita a Jean Courtney a cenar a su apartamento, donde saca a relucir otro de sus verdaderos intereses en la vida, fuera de las mujeres y la música clásica: la preparación de comida exclusiva. Ambos comienzan una relación romántica. 
Un estadounidense, Barney (Thomas Baptiste), se contacta con él, y se presenta como agente de Inteligencia estadounidense, y le informa que el desconocido en el garaje era un colega suyo y que su muerte traería consecuencias para Harry. Por su lado, el otro colega de Harry, Jock Carswell, comienza una investigación de la cinta y descubre que Ipcress podría corresponder a Induction of Psycho-neuroses by Conditioned Reflex under Stress, un método para lavar cerebros. 
Más tarde, conduciendo el vehículo de Harry, Carswell se detiene en una luz roja y es asesinado por un francotirador. Harry al enterarse, saca la conclusión que la bala estaba dirigida a él y acude a su superior, el mayor Dalby, para informarle de lo que le está sucediendo, pero éste lo desdeña y le deja caer que posiblemente está siendo víctima de un complot, a lo que Harry responde que si es así, se tiene que tratar de su ex superior el coronel Ross, que posiblemente es un doble agente. 
Harry regresa a su departamento y se encuentra con el cadáver del agente Barney. Recurre a Jean Courtney, pero ella reacciona con sospecha, lo que hace pensar a Harry que seguramente trabaja en secreto para el coronel Ross. Decide entonces huir y desaparecer de Londres en tren al continente europeo. Ya sentado en el vagón, es sorprendido por dos hombres que lo reducen y lo drogan. Harry despierta en una celda, donde es sometido a un proceso de desorientación al ser despertado y alimentado a distintas horas, lo que finalmente lo hace perder la noción del tiempo. Sus guardias le hablan en un idioma desconocido, y Harry cree que ha sido raptado por agentes soviéticos y que está prisionero en algún país tras la Telón de Acero. Luego, empieza a ser sometido a sesiones de tortura mental, en las cuales se usa el mismo sonido de la cinta Ipcress y efectos visuales psicodélicos. Harry lucha para no enloquecer, hiriéndose la mano con un clavo. El dolor lo hace pensar en otra cosa. En un momento, logra atacar a sus guardias y, sustrayéndole el arma a uno de ellos, consigue salir de la prisión. Al abrir la última puerta, sale a una calle en pleno Londres. Sorprendido, busca una cabina telefónica y llama al mayor Dalby para contarle su situación. El mayor le dice que llame al coronel Ross y lo cite en el mismo lugar donde estaba la falsa prisión. Allí se encontrarán los tres para aclarar la situación. 
Harry llama al coronel Ross y regresa al local, para encontrarse que ya no había ningún vestigio de la falsa prisión. Busca un lugar, y pistola en mano espera a sus dos superiores. Cuando ambos aparecen, uno seguido del otro, Harry está muy desorientado y les dice que sabe que uno de ellos es un doble agente, y los apunta sucesivamente con su pistola, a medida que un confuso diálogo se desarrolla entre ellos. Finalmente, uno de sus superiores, al darse cuenta de que el juego ha terminado, saca una pistola de su bolsillo, pero Harry dispara primero, matando al traidor. Harry se da cuenta de que ha sido involucrado en una trama, donde ha ocupado el papel de un peón desechable.

## Reparto
- Michael Caine - Harry Palmer
- Guy Doleman - Coronel Ross
- Nigel Green - Major Dalby
- Sue Lloyd - Jean Courtney
- Gordon Jackson - Jock Carswell
- Aubrey Richards - Dr. Radcliffe
- Oliver MacGreevy - Housemartin
- Frank Gatliff - Bluejay

## Premios
- Premio BAFTA  1966: a la mejor película británica (Sidney J. Furie)
- Premio BAFTA 1966:  a la mejor fotografía (Otto Heller).
- Premio BAFTA 1966: a la mejor dirección de arte (Ken Adam).
- Premio Edgar 1966: a la mejor película extranjera - guion (W.H. Canaway y James Doran)
- Premio Laurel de Oro 1966: a la revelación del año.

Nominaciones
- Premio BAFTA 1966: al mejor actor británico (Michael Caine).
- Premio BAFTA 1966: al mejor guion británico (W.H. Canaway y James Doran)
- Premio Palma de Oro 1965: a  Sidney J. Furie
- Premio DGA 1966 : a la dirección más destacada - Sidney J. Furie